# Oliver N’Goma
Oliver N’Goma (* 23. März 1959 in Mayumba; † 7. Juni 2010 in Libreville), Spitzname „Noli“, war ein Sänger und Gitarrist aus Gabun. Seine bevorzugten Genres waren Afro-Zouk und Soukous.
Oliver N’Goma wurde in Mayumba, einem Dorf an der Küste im Südwesten des Landes, geboren. Im Jahr 1971 zog die Familie in die Hauptstadt Libreville um. N’Gomas Vater war Lehrer und spielte Harmonium. Als Jugendlicher lernte er nach dem Schulbesuch Buchhaltung und spielte in der Schulband Capo Sound Gitarre. Wegen seiner Leidenschaft für Filme wurde N’Goma bei Gabon TV angestellt und 1988 nach Frankreich geschickt, um dort als Kameramann ausgebildet zu werden. In Paris traf er den kapverdischen Musiker Manu Lima, der seine ersten beiden Alben produzierte. Bekannt ist er vor allem für seinen 1989 veröffentlichten Song Bane, der von Radio Africa No. 1 ausgestrahlt wurde.
Oliver N’Goma starb am 7. Juni 2010 im Omar-Bongo-Krankenhaus in Libreville, Gabun, an einem Nierenversagen, einer Krankheit, mit der er in den letzten zwei Jahren seines Lebens gekämpft hatte.

## Diskografie
- 1991: Bane (Lusafrica)
- 1995: Adia (Lusafrica)
- 2001: Seva (Lusafrica)
- 2003: Best Of (Lusafrica)
- 2006: Saga (Lusafrica)